# Phyllodytes maculosus
Phyllodytes maculosus é uma espécie de anfíbio da família Hylidae. Endêmica do  Brasil, onde pode ser encontrada nos municípios de Bandeira, no estado de Minas Gerais, e Mascote, no estado da Bahia.